# Oldřich Červenka z Ledec
Oldřich Červenka z Ledec či Ledců (polsky Ulryk Czerwonka nebo Oldrzych Czerwonka; †1465) byl jedním z významných velitelů českého nájemného vojska, které bojovalo na straně německých rytířů ve třináctileté válce proti Polsku.
Po konci husitských válek odcházela řada českých bojovníků do zahraničních služeb, kde byli pro své bojové schopnosti vítáni, bez ohledu na to, že byli z pravověrného katolického hlediska bráni jako kacíři. Smlouvou z 9. října 1454 si Červenka vymínil, že pokud by řád nebyl s to vyplatit mu a jeho bojovníkům žold, může on volně naložit se všemi řádovými hrady a majetky, které v té době bude mít ve svém držení. To se později skutečně stalo, a tak 6. června 1457 prodal Polsku za 190 tisíc uherských zlatých křižácké hrady hájené českými posádkami: vedle nedobytného řádového střediska v Malborku také ty v Tczewu a Iławě. (Za odměnu hejtman obdržel několik menších hradů a úřad.) Díky tomu mohl král Kazimír IV. Jagellonský slavnostně vjet do Malborku a velmistr Ludwig von Erlichshausen byl nucen přenést sídlo řádu do Královce.
Oldřich byl v roce 1460 po návratu do Prahy z neznámého důvodu na rozkaz krále Jiřího z Poděbrad uvězněn a až po dvou letech na přímluvu polského krále propuštěn. Poté se vrátil do Polska a ještě v roce 1462 se účastnil dobývání hradu Golub z rukou křižáckých vojsk, kterým velel jiný žoldnéř z českých zemí, moravský pán Bernart z Cimburka.